# Lac du Pourtet (Barèges)
Le lac du Pourtet est un lac pyrénéen français situé administrativement dans la commune de Betpouey dans le département français des Hautes-Pyrénées, dans le Lavedan en Occitanie.
Le lac a une superficie de 6,1 ha pour une altitude de 2 411 m il atteint une profondeur de 31 m.

## Toponymie
Pourtet signifie « petit port, petit passage », donc le lac du petit passage.

## Géographie
Le lac du Pourtet est enfoncé au sud dans un petit cirque et se trouve dans le massif du Néouvielle à l’ouest du pic Prudent (2 787 m), à l’est du Mont Arrouy (Néouvielle) (2 781 m) au nord du refuge Packe et du col de Rabiet qui permet d’accéder au vallon du Barrada.

### Hydrographie
Le lac est alimenté par les eaux du ruisseau de Bolou.

### Géologie
Le lac du Pourtet est un lac glaciaire de montagne, dont la formation se passe en trois étapes majeures :
1) À l'Éocène vers −40 Ma se forme la chaîne des Pyrénées à la suite de la remontée vers le nord de la plaque africaine qui entraîne avec elle la plaque ibérique. Cette dernière glisse alors sous la plaque eurasiatique située plus au nord, ce qui entraîne le plissement, le relèvement et le charriage des couches géologiques de la croûte terrestre.
2) À partir du Pliocène puis surtout du Pléistocène, de −5 Ma à −10 000 ans, un refroidissement général du climat entraîne la formation de glaciers et d'une érosion glaciaire (vallées, cirques, moraines, ombilics, etc) dans toute la chaîne des Pyrénées.
3) Depuis l'Holocène, à partir de −10 000 ans, un redoux climatique entraîne la disparition des glaciers et la formation dans leur sillage de nombreux lacs glaciaires qui sont de deux sortes :
- le lac de verrou qui se forme dans un ombilic glaciaire formant un creux naturel et terminé par un verrou glaciaire rocheux.
- le lac de moraine qui se forme derrière une moraine agissant comme un barrage naturel.

## Protection environnementale
Le lac fait partie d'une zone naturelle protégée, classée ZNIEFF de type 1 : Massif en rive gauche du Bastan et de type 2 : Vallées de Barèges et de Luz.

## Voies d'accès
Le lac du Pourtet est accessible par le côté nord au départ de Barèges par le sentier de grande randonnée au pied du funiculaire du pic de l'Ayré en direction du lac de la Glère et de son refuge et continuer vers le sud vers le refuge Packe.
Le versant sud est accessible au départ de la centrale hydroélectrique de Pragnères au bord de la route départementale 921 prendre dans le vallon du Barrada vers le  lac de Rabiet (2 191 m) au pied du col du même nom.